# Ich liebe dich – April! April!
Ich liebe dich – April! April! ist ein Spielfilm der DEFA von Iris Gusner aus dem Jahr 1988 nach dem gleichnamigen Theaterstück von Jochen Kramer.

## Handlung
Die Jurastudentin Caroline ist von Prüfungsangst befallen und verpasst deshalb ihren Termin. Als sie bei Professor Stein eintrifft, hat er keine Zeit mehr, sie zu prüfen, und delegiert diese Aufgabe an Bertram Schneider, dem er erst vor kurzer Zeit die Ernennungsurkunde zum Professor überreicht hat. Dieser delegiert diese Aufgabe wiederum, wegen einer privaten Verabredung, an seinen wissenschaftlichen Assistenten Tom. Was er nicht weiß: Tom und Caroline sind ein Ehepaar und Tom hatte es ihm noch nicht gesagt, da Professor Schneider als Familienrechtler das Konzept der Ehe aus Überzeugung ablehnt. Doch auch Carolines Mutter, die Rechtsanwältin Hella, ist nicht informiert, denn seit sie vor zwanzig Jahren von Carolines Vater geschieden wurde, traut sie den Männern generell nicht mehr. 
Durch Zufall ist unter den Fallbeispielen, die Caroline zum Durcharbeiten bekommt, das Scheidungsurteil ihrer Eltern dabei und sie erkennt, dass Bertram Schneider und ihre Mutter einst verheiratet waren und der Professor ihr Vater ist, was sie bisher nicht wusste. Nun versucht sie natürlich beide zu überzeugen, ihr endlich  Aufklärung über die Familienverhältnisse zu schaffen. Was sie erreicht, ist, dass sich die beiden wieder annähern und feststellen, dass sie sich noch immer lieben.
Doch auch zwischen Caroline und Tom gibt es Probleme, denn sie ist schwanger. Tom ist sehr erbost, dass Caroline ihm das erst sagt, als sie bereits die Bestätigung durch den Arzt bekommen hat, und außerdem war es nicht verabredet, so früh schon ein Kind zu bekommen. Aber zum Schluss wird alles gut, denn Caroline will nicht den gleichen Fehler wie ihre Eltern machen und sich überstürzt trennen.

## Produktion
Einige Außenaufnahmen entstanden am Nikolaiviertel und in der Humboldt-Universität. Für das Szenarium verantwortlich waren Iris Gusner und Jochen Kramer, der bereits die literarische Vorlage schrieb. Die Dramaturgie lag in den Händen von Erika Richter.
Das DEFA-Studio für Spielfilme (Künstlerische Arbeitsgruppe „Babelsberg“) drehte Ich liebe dich – April! April! auf ORWO-Color. Eine erste öffentliche Aufführung des Films gab es auf dem 5. Nationalen Spielfilmfestival der DDR (11. bis 14. Mai 1988) in Karl-Marx-Stadt, seine offizielle Premiere hatte der Film am 2. Juni 1988 im Ost-Berliner Kino International.

## Kritik
Detlef Friedrich fand in der Berliner Zeitung, dass es sich hier um eine vertrackte Angelegenheit handelt, denn dieser quirlige, verquollene, nicht allzu heiter stimmende „heitere Gegenwartsfilm“ kam ihm wie ein derber Aprilscherz vor.
Für Helmut Ullrich war es in der Neuen Zeit eine dürftige Geschichte und eine nicht überzeugende Inszenierung, mit flach angelegten Figuren. Im Ergebnis wieder einmal eine Bruchlandung der DEFA bei ihren Bemühungen um das heitere Genre.
Für das Lexikon des internationalen Films ist dieser Film ein missglückter Komödienversuch voller Klischees und ohne einen Funken Humor.